# Euphorbia knobelii
Euphorbia knobelii es una especie fanerógama perteneciente a la familia de las euforbiáceas.

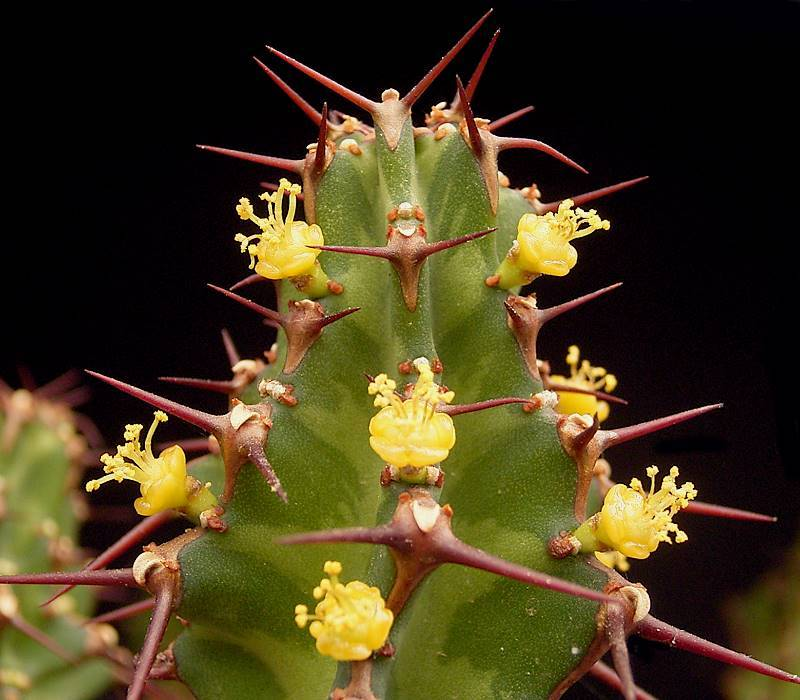
Detalle de la planta

## Distribución
Es endémica de Sudáfrica. Su natural hábitat son los bosques secos tropicales o subtropicales  secos o zonas de arbustos.  Está amenazado por la pérdida de hábitat.

## Descripción
Es una planta suculenta perennifolia, como arbusto enano alcanza un tamaño de  0.2 - 0.4 m de altura. Se encuentra a una altitud de +/- 1350 metros.

## Taxonomía
Euphorbia knobelii fue descrita por Cythna Lindenberg Letty y publicado en Flowering Plants of South Africa 14: 521. 1934.
Etimología
Euphorbia: nombre genérico que deriva del médico griego del rey Juba II de Mauritania (52 a 50 a. C. - 23), Euphorbus, en su honor – o en alusión a su gran vientre –  ya que usaba médicamente Euphorbia resinifera. En 1753 Carlos Linneo asignó el nombre a todo el género.
knobelii: epíteto otorgado en honor de Jurgens C.J.Knober (1881-?), director de prisiones en Pretoria, quien descubrió la planta en Transvaal en el año 1933.